# 1993-as amatőr ökölvívó-világbajnokság
A  7. amatőr ökölvívó-világbajnokságot Tamperében, Finnországban rendezték 1993. május 7–16. között. 12 versenyszámban avattak világbajnokot. A küzdelmek egyenes kieséses rendszerben zajlottak, és mindkét elődöntő vesztese bronzérmet kapott.

## Érmesek
| 1993-as amatőr ökölvívó-világbajnokság érmesei |                                 |                                    |                                                                   |
| Versenyszám                                    | Arany                           | Ezüst                              | Bronz                                                             |
| Szupernehézsúly                                | Roberto Balado (Kuba)           | Szvilen Ruszinov (Bulgária)        | Jevgenyij Belouszov (Oroszország) Joel Scott (Egyesült Államok)   |
| Nehézsúly                                      | Félix Savón (Kuba)              | Giorgi Kandelaki (Grúzia)          | Stéphane Allouane (Franciaország) Arszak Avartekjan Örményország  |
| Félnehézsúly                                   | Ramón Garbey (Kuba)             | Jacklord Jacobs (Nigéria)          | Dale Brown (Kanada) Rostiszlav Zaulicznij (Ukrajna)               |
| Középsúly                                      | Ariel Hernández (Kuba)          | Akin Kuloglu (Törökország)         | Raymond Joval (Hollandia) Vaszilij Zsirov (Kazahsztán)            |
| Nagyváltósúly                                  | Vastag Ferenc (Románia)         | Alfredo Duvergel (Kuba)            | Szergej Karavajev (Oroszország) Geir Hitland (Norvégia)           |
| Váltósúly                                      | Juan Hernández Sierra (Kuba)    | Vitalis Karpaczauskas (Litvánia)   | Szergij Gorodniczev (Ukrajna) Andreas Otto (Németország)          |
| Kisváltósúly                                   | Héctor Vinent (Kuba)            | Jyri Kjäll (Finnország)            | Oleg Szaitov (Oroszország) Oktay Urkal (Németország)              |
| Könnyűsúly                                     | Damian Austin (Kuba)            | Larry Nicholson (Egyesült Államok) | Tibor Rafael (Szlovákia) Vasile Nistor (Románia)                  |
| Pehelysúly                                     | Szerafim Todorov (Bulgária)     | Enrique Carrion (Kuba)             | Ramaz Paliani (Grúzia) Marcelica Tudoriu (Románia)                |
| Harmatsúly                                     | Alekszandar Hrisztov (Bulgária) | Joel Casamayor (Kuba)              | Vladiszlav Antonov (Oroszország) Ilhan Güler (Törökország)        |
| Légsúly                                        | Waldemar Font (Kuba)            | Kikmatulla Ahmedov (Üzbegisztán)   | Hassan Mustafa (Egyiptom) Damaen Kelly (Írország)                 |
| Kislégsúly                                     | Nszan Munczian (Örményország)   | Daniel Petrov (Bulgária)           | Albert Guardado (Egyesült Államok) Erdenet Tsogtjargal (Mongólia) |